# Tverrå
Tverrå est une localité du comté de Nordland, en Norvège.

## Géographie
Administrativement, Tverrå fait partie de la kommune de Fauske.